# تیغ‌پشت حشره‌خوار شمالی
تیغ‌پشت حشره‌خوار شمالی(نام علمی: Microgale jobihely) نام یک گونه از سرده ریزراسویی‌ها است.